# 妹妹人生
《妹妹人生》（日语： Imōto Life）是由入间人间创作、Fly繪製插畫的轻小说。

## 故事简介
一年暑假結束時，六歲的妹妹拿著繪圖日記本，向十歲的主角「我」求助，兩人的關係就此發展，相互依靠而成長。在主角的陪伴下，妹妹實現夢想，成為了小說家，不再軟弱無能。這讓主角意識到自己的自以爲是，卻因深愛著妹妹而無法回頭，決定不顧一切繼續和妹妹一起生活，兩人就此互相依存。

## 登场人物
我
本作主角。
妹妹
本作主角。比“我”小三岁，稱“我”為“哥哥──”，因社交能力而只能与其兄长“我”交流，进而发展出了恋兄情结，将“我”作为榜样。在故事结尾时得偿所愿和“我”生活在了一起，还成为了一名作家。
她
“我”在大学期间交往的女友，在确信“我”是妹控后与之分手。

## 出版书籍
| 卷数 | ASCII Media Works | ASCII Media Works      | 台灣角川       | 台灣角川               |
| 卷数 | 發售日期          | ISBN                   | 發售日期       | ISBN                   |
| ---- | ----------------- | ---------------------- | -------------- | ---------------------- |
| 上   | 2016年07月09日    | ISBN 978-4-04-892206-7 | 2017年12月20日 | ISBN 978-957-853-122-2 |
| 下   | 2016年09月10日    | ISBN 978-4-04-892354-5 | 2018年06月07日 | ISBN 978-957-564-244-0 |

## 评价
这部作品着笔于兄妹之间的日常。“没有使用在恋爱喜剧轻小说中常见异世界和后宫题材，而是诚实地描述了与你所爱的人一起生活的爱、悲伤和苦涩，这是难能可贵的。”

## 外部連結
- 《妹妹人生〈上〉》電擊文庫官網（页面存档备份，存于）（日語）
- 《妹妹人生〈上〉》台灣角川官網 （页面存档备份，存于）（繁體中文）